# Мілл-Голл (Пенсільванія)
Мілл-Голл (англ. Mill Hall) — місто (англ. borough) в США, в окрузі Клінтон штату Пенсільванія. Населення — 1479 осіб (2020).

## Географія
Мілл-Голл розташований за координатами 41°6′18″ пн. ш. 77°29′20″ зх. д. / 41.10500° пн. ш. 77.48889° зх. д. (41.105010, -77.488970).  За даними Бюро перепису населення США в 2010 році місто мало площу 2,45 км², з яких 2,39 км² — суходіл та 0,07 км² — водойми.

## Демографія
Згідно з переписом 2010 року, у селищі мешкало 1613 осіб у 698 домогосподарствах у складі 444 родин. Густота населення становила 657 осіб/км².  Було 753 помешкання (307/км²).
Расовий склад населення:
| - 98,2 % — білих - 0,7 % — азіатів - 0,3 % — чорних або афроамериканців - 0,1 % — корінних американців |

До двох чи більше рас належало 0,7 %. Частка іспаномовних становила 0,5 % від усіх жителів.
За віковим діапазоном населення розподілялося таким чином: 23,8 % — особи молодші 18 років, 56,7 % — особи у віці 18—64 років, 19,5 % — особи у віці 65 років та старші. Медіана віку мешканця становила 40,6 року. На 100 осіб жіночої статі у селищі припадало 91,1 чоловіків;  на 100 жінок у віці від 18 років та старших — 84,8 чоловіків також старших 18 років.
Середній дохід на одне домашнє господарство  становив 49 963 долари США (медіана — 40 511), а середній дохід на одну сім'ю — 61 209 доларів (медіана — 50 855). Медіана доходів становила 40 417 доларів для чоловіків та 30 278 доларів для жінок. За межею бідності перебувало 14,5 % осіб, у тому числі 17,1 % дітей у віці до 18 років та 11,0 % осіб у віці 65 років та старших.
Цивільне працевлаштоване населення становило 685 осіб. Основні галузі зайнятості: освіта, охорона здоров'я та соціальна допомога — 24,4 %, виробництво — 19,0 %, роздрібна торгівля — 12,4 %, мистецтво, розваги та відпочинок — 8,0 %.